# Pana
Na mitologia inuit Pana era a divindade que cuidava das almas no submundo (Adlivun) antes que elas reencarnassem.